# Dobroše
Dobroše (németül Dobrassen) Odrava község településrésze Csehországban a Karlovy Vary-i kerület Chebi járásában. Odravatól 2 km-re északkeletre fekszik. Mindössze 16 állandó lakosa és 10 lakóháza van.

## Fordítás
- Ez a szócikk részben vagy egészben a Dobroše című cseh Wikipédia-szócikk ezen változatának fordításán alapul.  Az eredeti cikk szerkesztőit annak laptörténete sorolja fel. Ez a jelzés csupán a megfogalmazás eredetét és a szerzői jogokat jelzi, nem szolgál a cikkben szereplő információk forrásmegjelöléseként.